# Bethelkerk (Ridderkerk)
De Bethelkerk is een kerkgebouw van de Gereformeerde Gemeenten in de Nederlandse plaats Ridderkerk, provincie Zuid-Holland.

## Geschiedenis
In 1910 werd de gemeente gesticht. Het eerste kerkgebouw stond aan de Lagendijk. Toen het gebouw in de loop van de tijd te klein werd, is in 1918 een nieuw kerkgebouw aan de Lagendijk gebouwd, die in 1951 ook nog uitgebreid is. In 1972 bouwde men de huidige kerk aan de Anjerstraat en is de kerk aan de Lagendijk buiten gebruik gesteld.

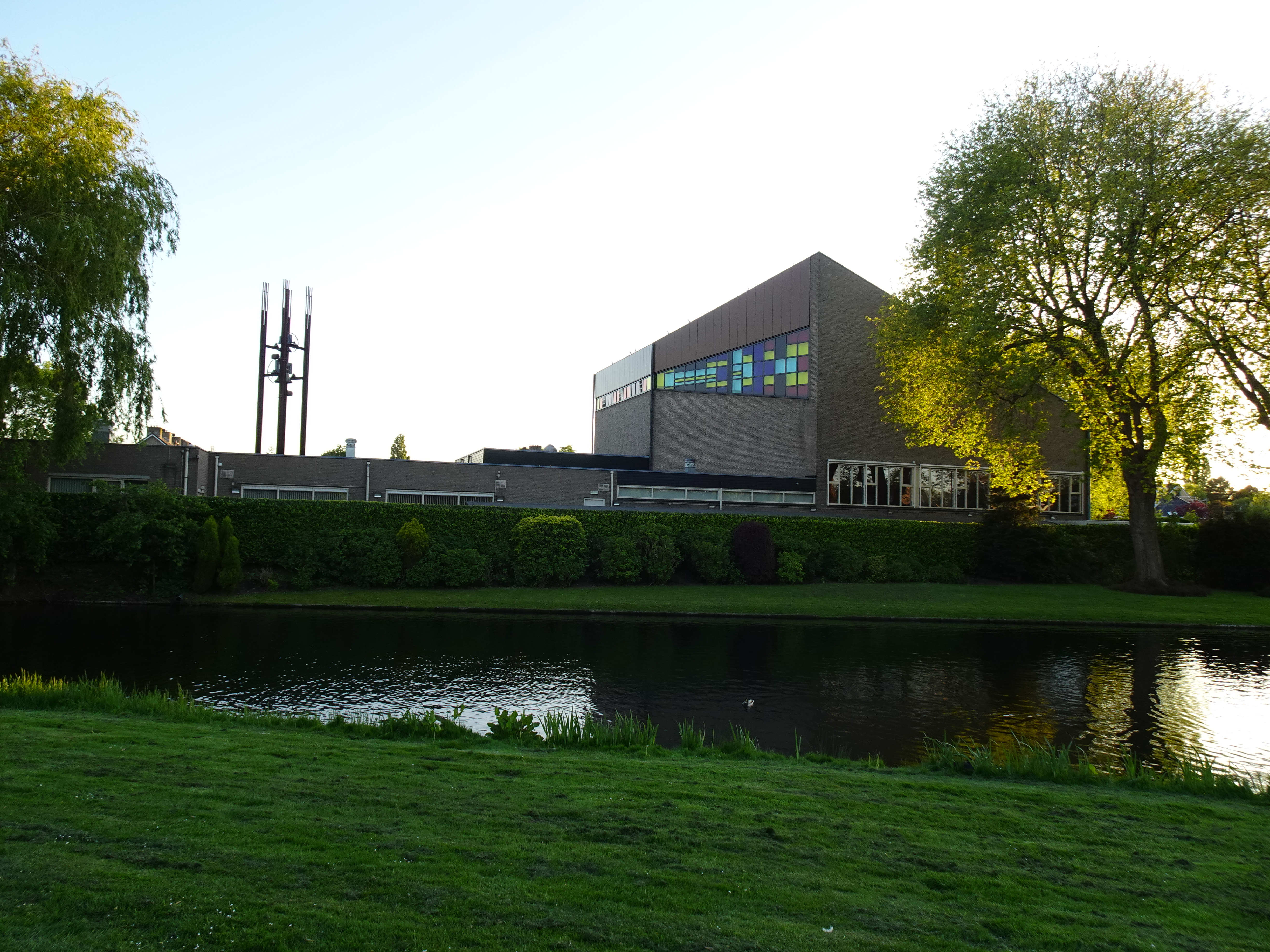
Bethelkerk vanaf de Burgemeester de Zeeuwstraat
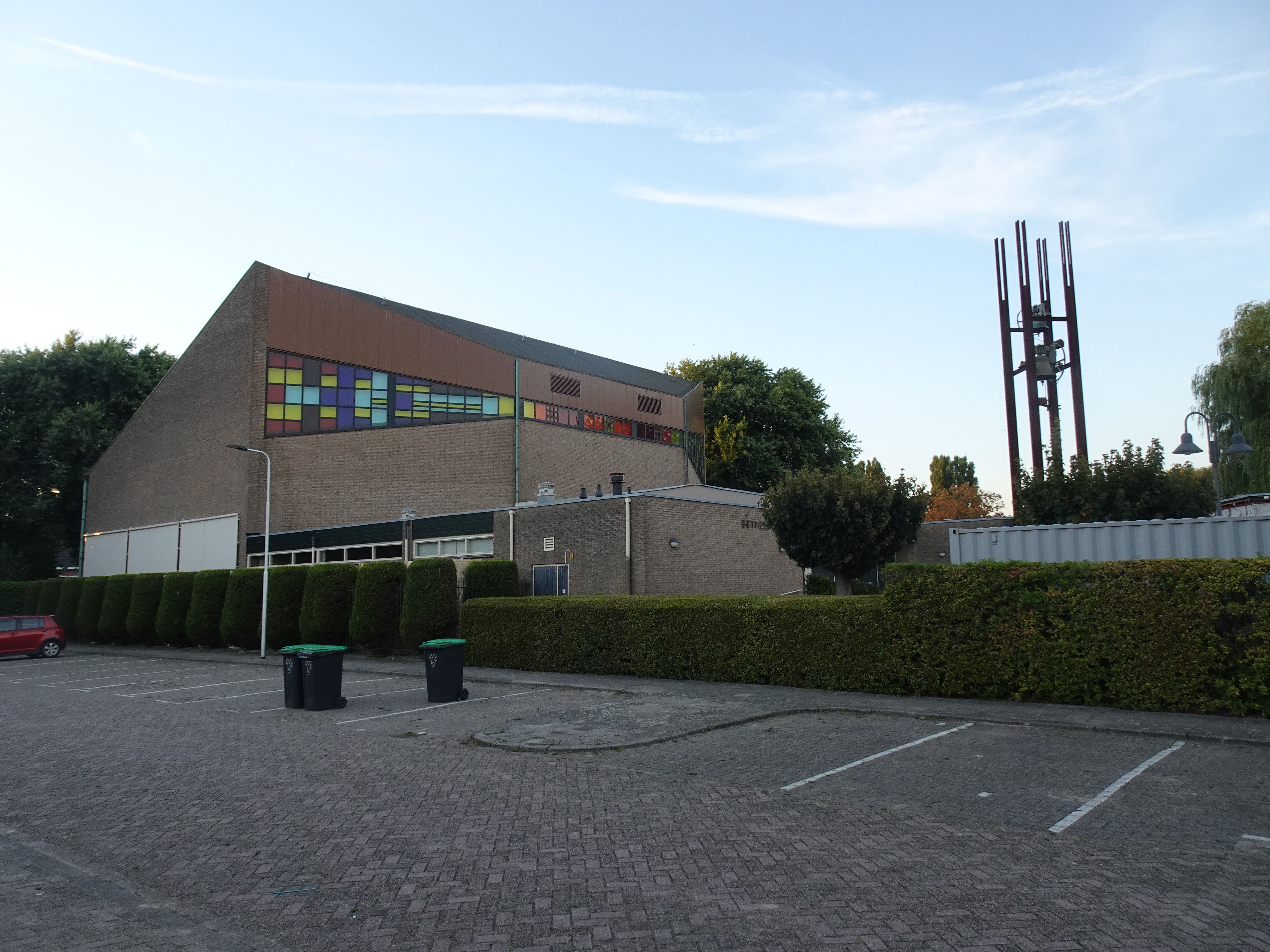
Bethelkerk vanuit de Anjerstraat
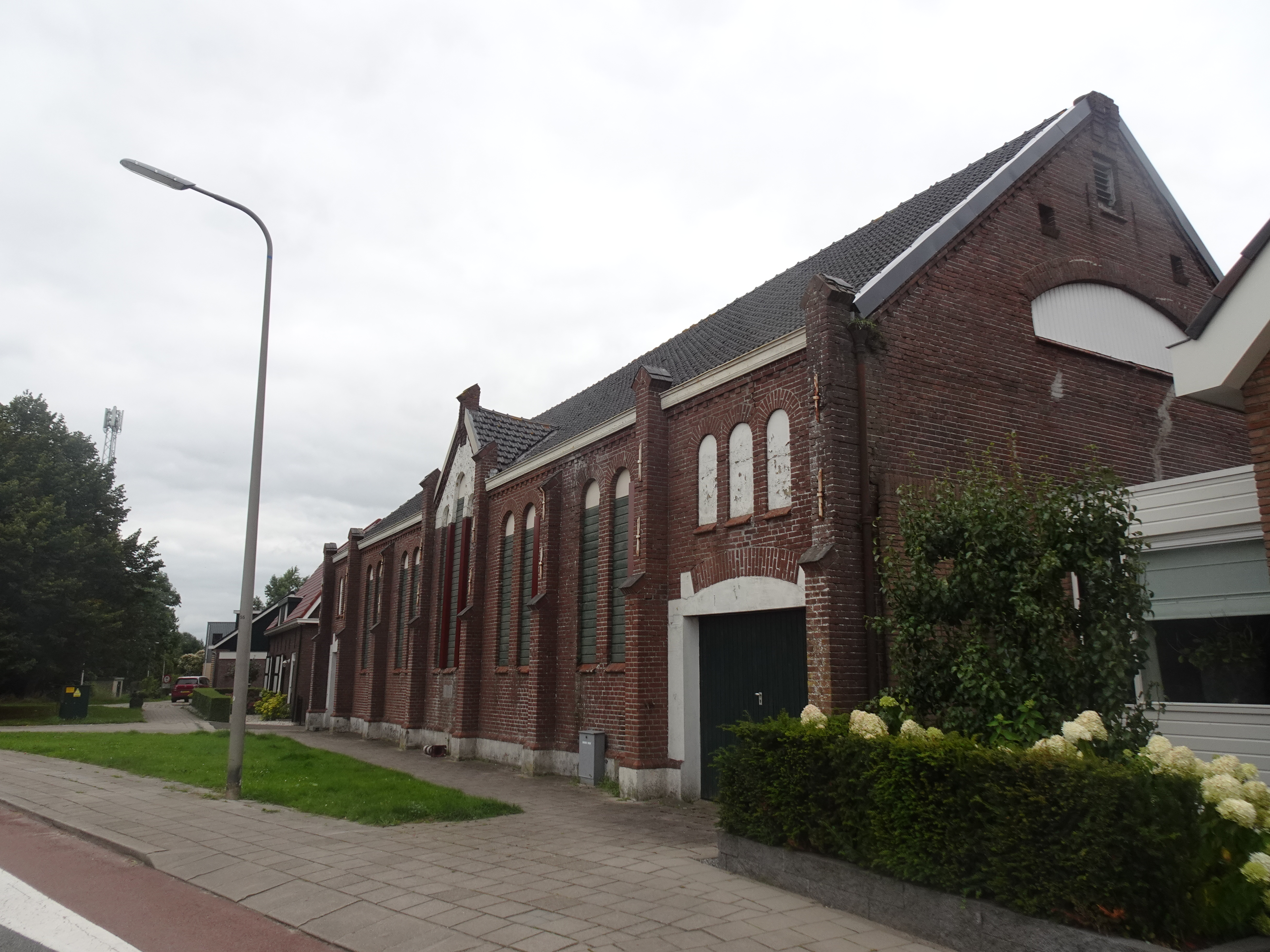
Voormalige Bethelkerk aan de Lagendijk